# Napata
Napata ókori romváros  Núbiában, Szudán északi részén(é. sz. 18,535°, k. h. 31,830°18.535000°N 31.830000°E), a Nílus 4. kataraktájának közelében, a Barkal-hegy (arabul: جبل بركل, helyi ejtés alapján Gyebel Barkal, egyiptomiasan Gebel Barkal) nevű tanúhegy mellett, a modern Karíma város szélén található. Napata volt a Kusita Királyság egyik legfontosabb szakrális és adminisztratív központja, egyik fővárosa.
Az egyiptomi újbirodalom korától kezdve (Kr. e. 1500-as évek) templomok épültek a hegy lábánál. A kultuszhely legalább a Kr. u. 3. századig használatban volt.
Bár Meroé mellett Napata a Kusita Királyság egyik legismertebb lelőhelye, mindeddig csak töredékeit tárták fel a városnak.

## Topográfiája

### Templomok és paloták
A lelőhely meghatározó eleme a közepén álló hatalmas sziklatömb, Dzsebel Barkal, amelyet egyiptomi nyelven „Tiszta Hegynek” neveztek. Ez hegy az ősi elképzelések szerint a helyi fő istenének a napatai Amonnak a lakhelye, a hegyből kiemelkedő különleges formájú sziklatömbben pedig valószínűleg ureuszkígyót, más elképzelése szerint fallikus szimbólumot láttak.
A hegy tövében egyiptomi és núbiai istenségek templomai állnak. Amon nagytemplomának (B500) legkorábbi építési fázisa az egyiptomi újbirodalom korába, II. Ramszesz fáraó uralkodására datálható. Ezt a templomot építette át és bővítette ki hatalmas méretűvé a kusita Piye király, aki egyben az egyiptomi XXV. dinasztia első uralkodója.
Viszonylag jó állapotban maradt fent a részben a Mut és Hathor istennőknek szentelt hemiszpeosz (félig hegybe vágott templom), amely Piye utódja Taharka korában épült (B300).
Ennek a templomnak a falán ábrázolják hegyben ülő Amon istent és a ureusz formájú sziklacsúcsot is.
A Kusita Királyság korában számos további templom és emlékmű épült, továbbá
templomok mellett számos csak részben feltárt királyi palota található, köztük Natakamani és Amanitore palotája (Kr. u. 1. század közepe).
Ezen szakrális és királyi központ közelében állhattak a város „civil” negyedei, amelyek azonban részleteiben sem kutatottak.

### Piramistemetők
A hegy nyugati oldalán található két csoportban kusita királyi temetkezések állnak. Ezek közül a déli piramiscsoportban a Napata-korszak utolsó uralkodói nyugszanak (Kr. e. 4. század vége - 3. század eleje), az északiak Meroitikus-kor néhány királya és királyi családtagja számára épültek Kr. e. 1. - Kr. u. 2. században. Az utóbbiak szerkezetükben és sírkápolnáik díszítésben nagyon hasonlítanak a meroéi királyi temető sírjaihoz.
A környék két további nagy piramistemetőjében (el-Kurru és Nuri) nyugszik számos további kusita uralkodó.

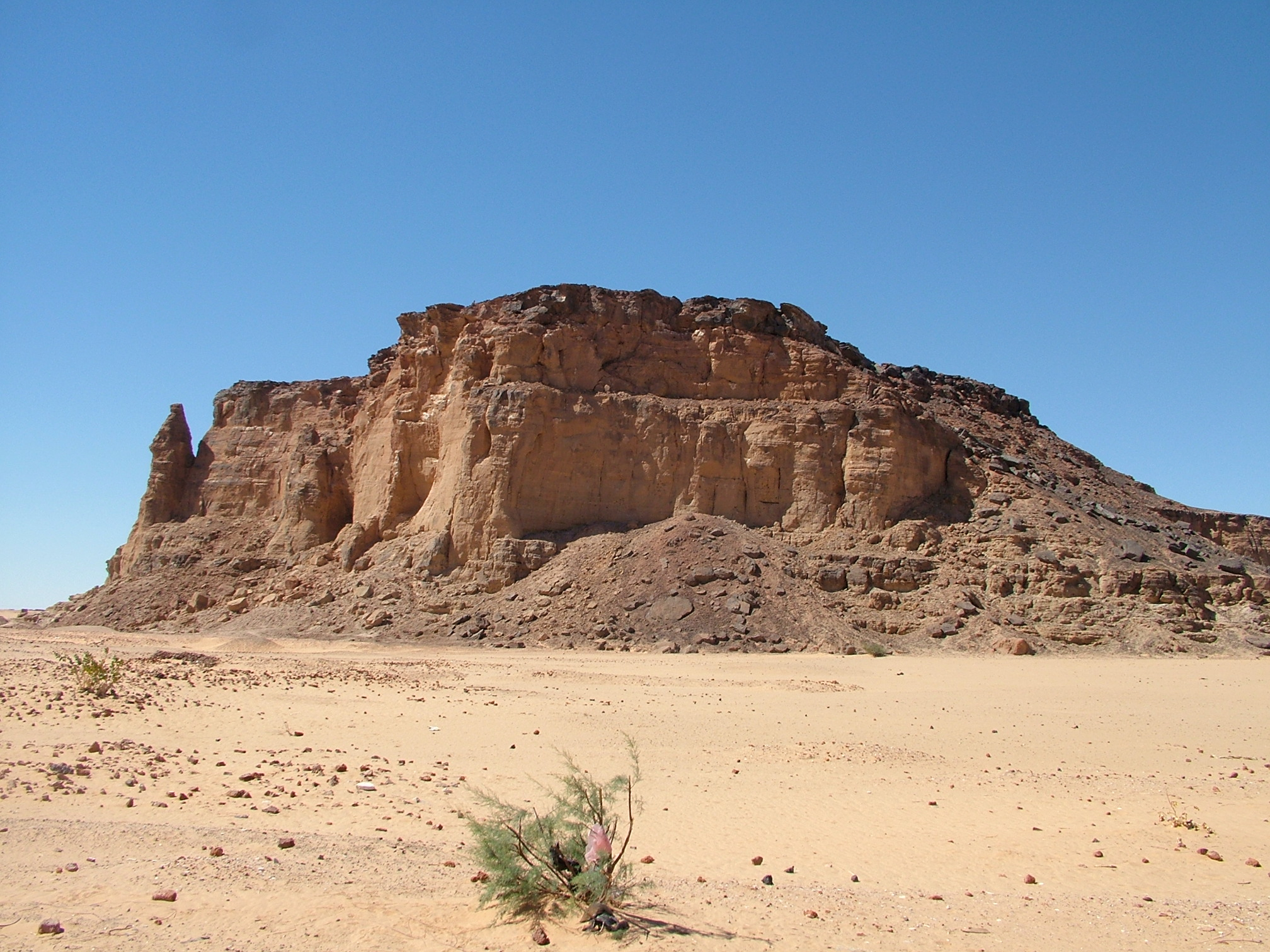
Gebel Barkal, Amon szent hegye
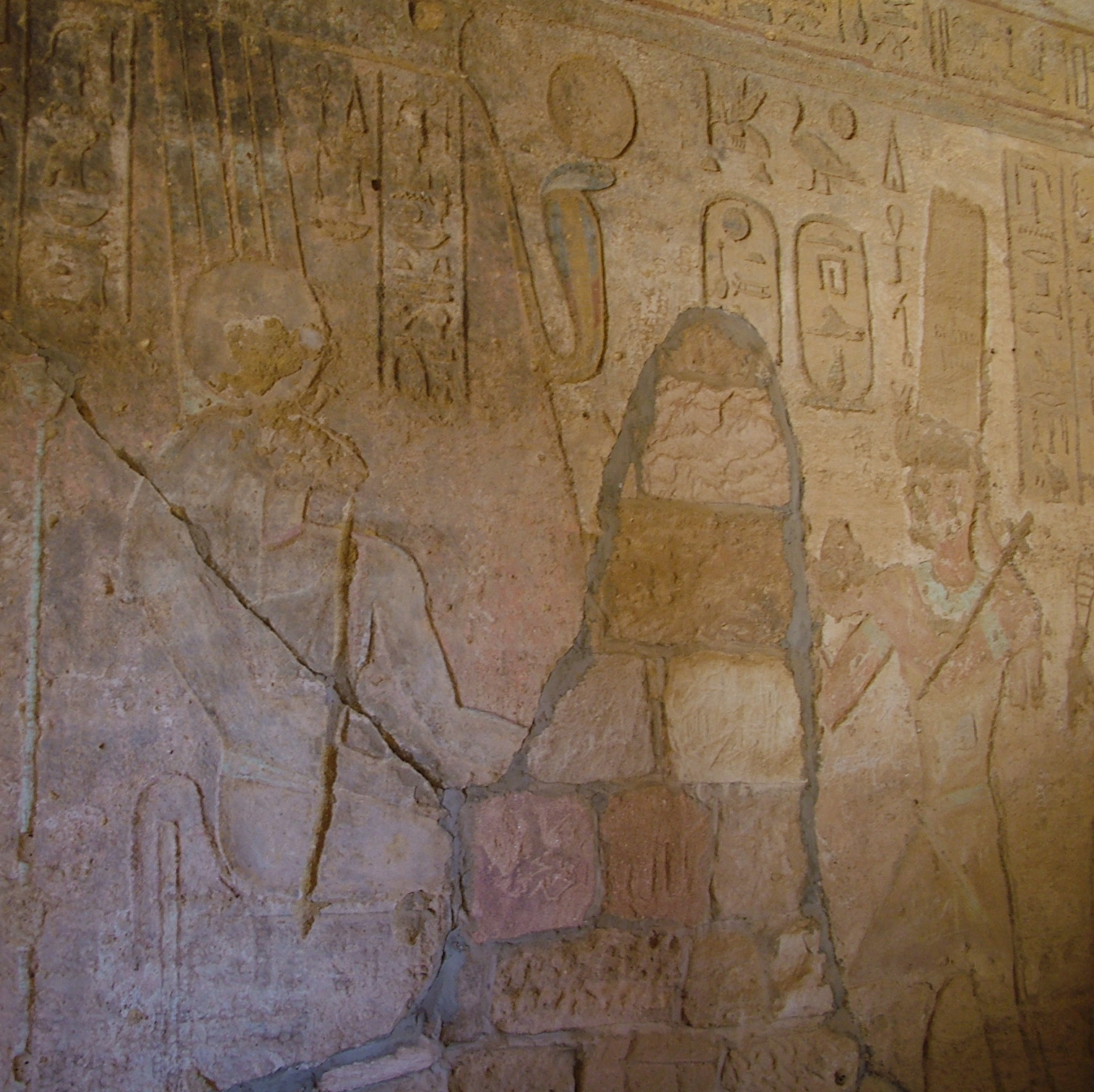
A hegyben ülő Amon ábrázolása az ureuszkígyó alakú sziklacsúccsal Taharqa sziklatemplomában (B300)
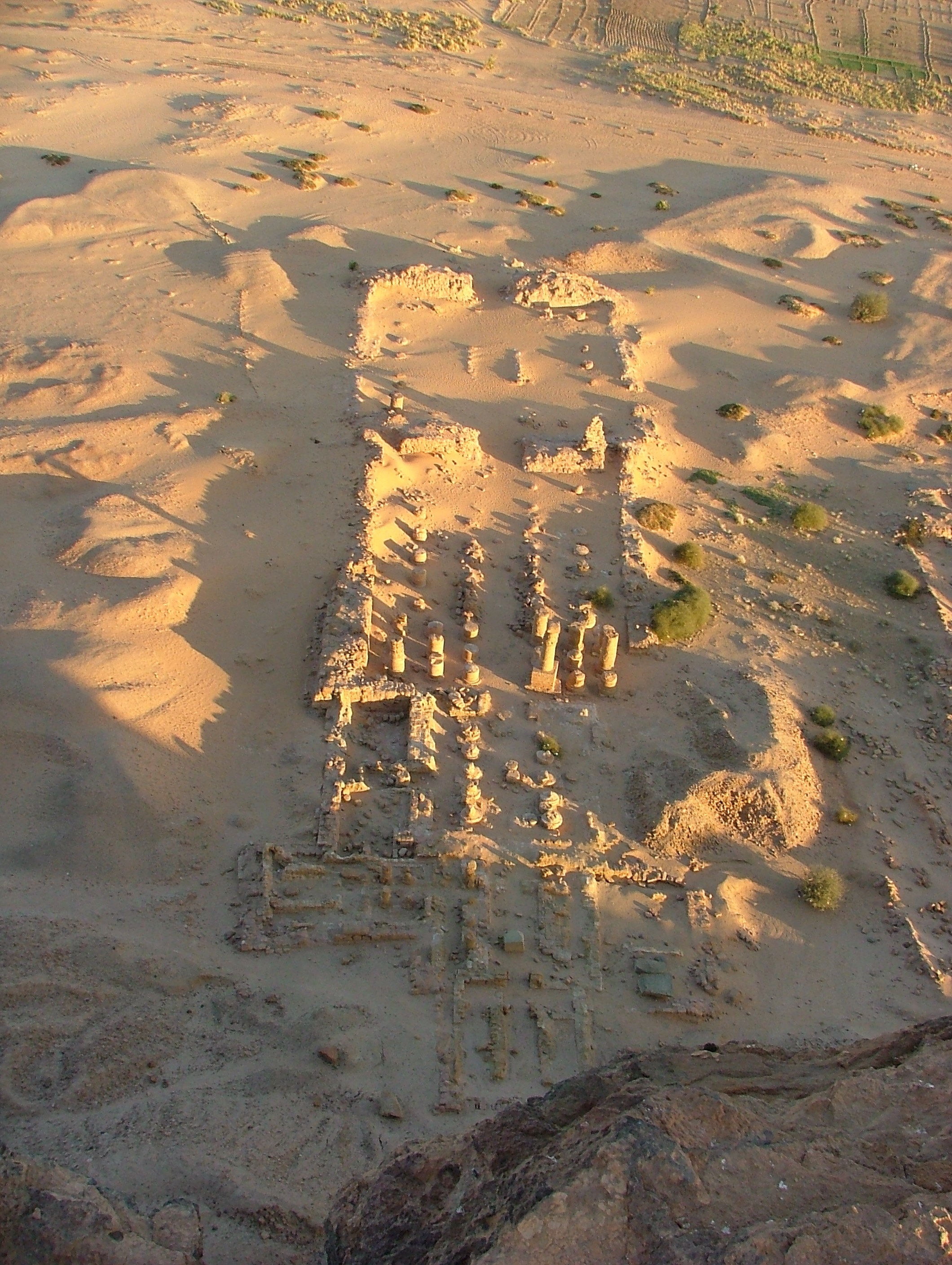
Amon nagytemplomának (B500)romjai a hegytetőről nézve
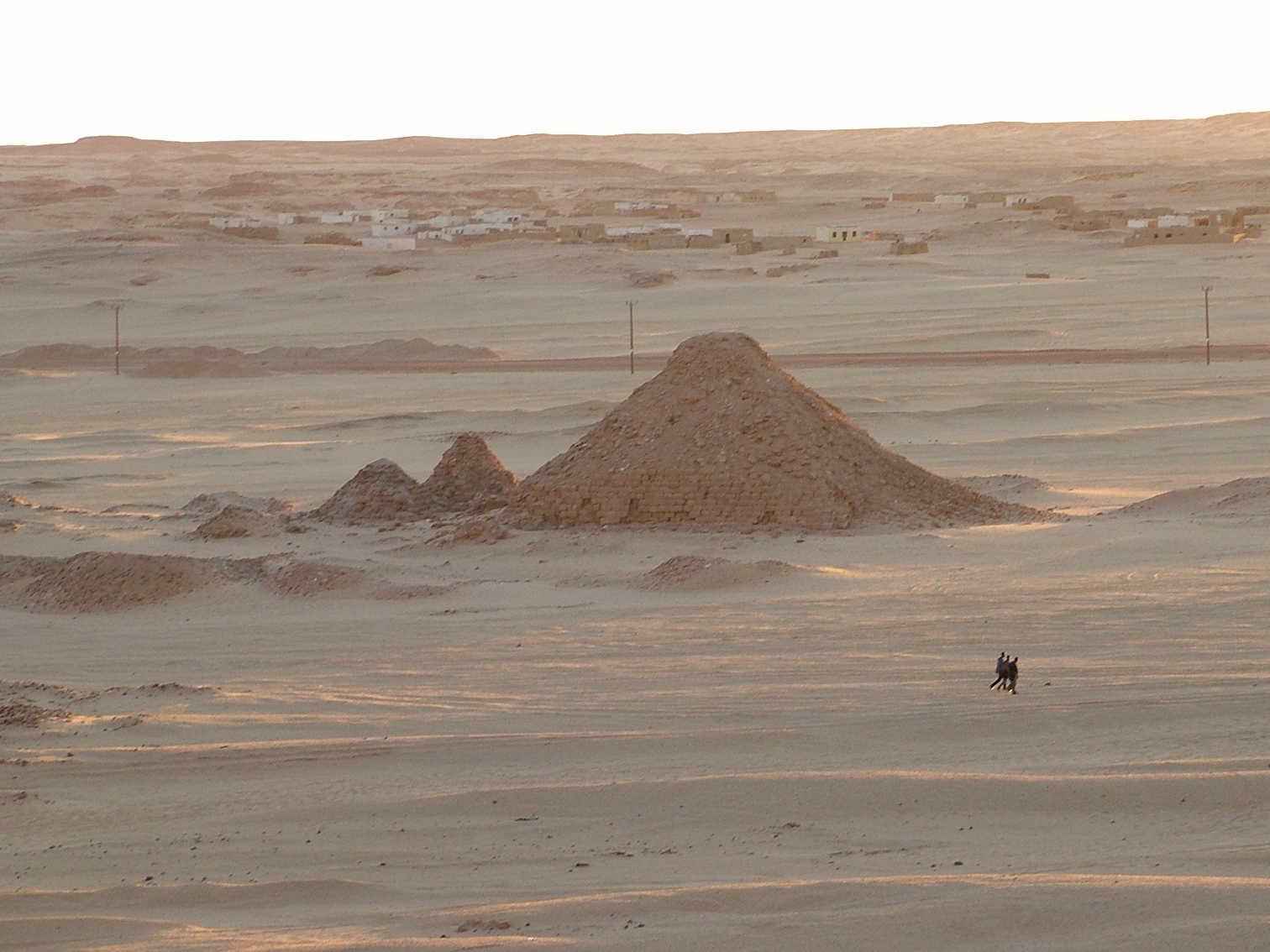
A déli piramiscsoport
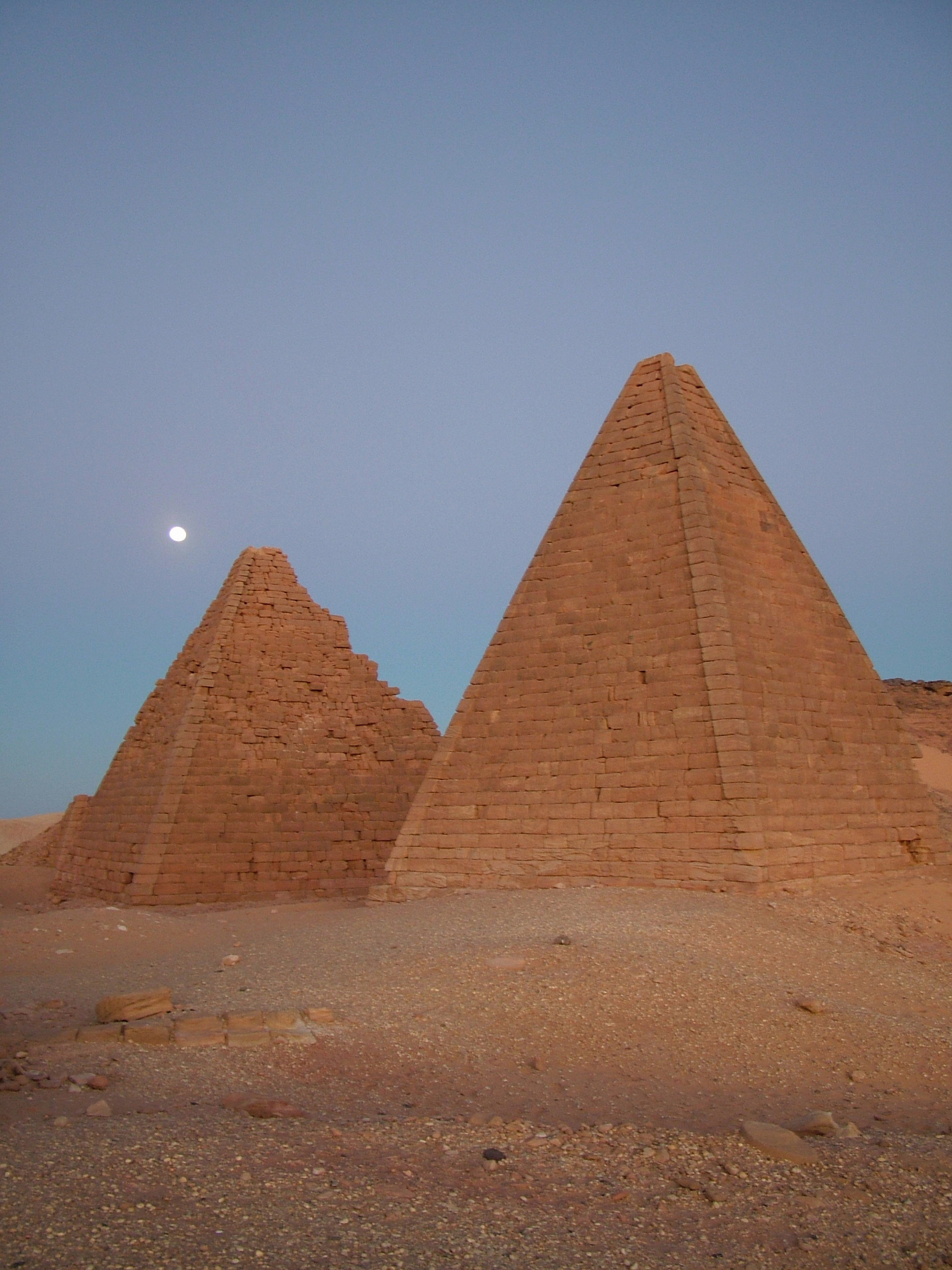
Az északi piramiscsoport